# Эренбург, Илья Лазаревич
Илья Лазаревич Эренбург (8 (20) июня 1887, Харьков — 1920, Софиевка) — русский художник, публицист, участник Гражданской войны.

## Биография
Родился в Харькове в семье химика, выпускника Харьковского университета (1882), затем лаборанта этого университета Лазаря Гершовича (Григорьевича) Эренбурга, купеческого второй гильдии сына, и Розы Петровны Эренбург. Отец впоследствии занимался зерноторговлей в Харькове и в Крюкове (Кременчугского уезда Полтавской губернии); в 1890-е годы был директором-распорядителем Кременчугского Общества писчебумажного и лесопильного дела, в 1913—1917 годах уже сам был харьковским купцом второй гильдии и занимался угольным производством.
Ещё будучи гимназистом вступил в меньшевистскую организацию, увлекался живописью и теннисом. В 1906 году окончил Харьковскую 3-ю гимназию и поступил на юридический факультет Харьковского университета. Квартира студента И. Л. Эренбурга была подвергнута обыску, а 28 октября 1907 года он был арестован и заключён в Лукьяновскую тюрьму в Киеве. 21 марта 1908 года началось слушание по делу И. Л. Эренбурга, которого защищал московский адвокат Н. В. Тесленко. В июле 1908 года он был освобождён и выехал в Мюнхен, где вместе с сестрой поступил в школу живописи. С начала нового учебного семестра в том же году продолжил обучение на юридическом факультете Парижского университета.
В Париже был близок с поселившимся там несколько ранее двоюродным братом и тёзкой Ильёй Григорьевичем Эренбургом, продолжал заниматься живописью, участвовал в деятельности меньшевистской организации, был в товарищеских отношениях и состоял в переписке с Г. В. Чичериным (Орнатским), стоявшим тогда на меньшевистских позициях и возглавлявшим Центральное бюро заграничных групп РСДРП. Читал в разных городах Франции, Бельгии, Германии и Швейцарии лекции о современной французской живописи в поддержку местной организации РСДРП, участвовал в организации кабаре. Жил с женой — художницей Верой Равич — на 103 Rue de Vaugirard, потом на 7 rue Joseph-Bara. В конце 1910 года впервые выставлял свою картину на выставке Cercle de l’Union Artistique.
В 1913 году сотрудничал в журнале «Гелиос», где уже в первом номере вышла его статья об Осеннем салоне под псевдонимом «И. Эль», а статьи во втором (декабрьском) номере были опубликованы под настоящей фамилией. Брал уроки у Мориса Дени. Публиковал статьи о художественных выставках и общался с художниками; так, приехавший в Париж в 1914 году Марк Шагал остановился в квартире Эренбурга в тупике Мэн, 18. Окончив обучение в университете и защитив докторат, предпринял неудачную попытку издавать на деньги отца общественно-политический журнал «Современный мир». Однако начавшаяся Первая мировая война нарушила эти планы: вместе со своими друзьями Евгением Заком и Романом Крамштыком Эренбург был вынужден переехать в Лозанну.
Восторженно приняв Февральскую революцию, оставил в Женеве жену с ребёнком и в Пломбированном вагоне прибыл в Петроград, оттуда в 1918 году уехал к родителям в Харьков. Преподавал и работал в Художественном цехе на Сумской улице, 14; в феврале — июне 1919 года заведовал художественной частью издававшегося этим цехом ежемесячного журнала «Творчество», где выходили репродукции его картин и графика (заставки, концовки, фронтисписы); участвовал в выставках цеха. Статьи о творчестве современных художников в этом журнале публиковал под псевдонимом «И. Э-ргъ». Публиковал художественные заметки, рецензии в еженедельном научно-марксистском журнал «Мысль», как под литературным псевдонимом «И. Э-гъ», так и под партийным псевдонимом «И. Климов» и под собственным именем «И. Эренбург».
В харьковский период также заведовал художественной школой и культурно-просветительным клубом при артиллерийском училище, писал театральные и декоративные панно. Несмотря на то, что он не принял Октябрьский переворот и считал, что он изуродовал революцию, в июле 1919 года Эренбург отправился на фронт. Был награждён серебряными часами, переболел сыпным тифом. Его последнее письмо родным было датировано 11 августа 1920 года и было отправлено из Александровска (с февраля 1920 года он жил в Александровске и Славянске и среди прочего пробовал себя в театральной режиссуре). Дальнейшие сведения о судьбе И. Л. Эренбурга разноречивы. Согласно воспоминаниям очевидца событий, журналиста газеты «Красное Запорожье» Николая Варламова, Эренбург был расстрелян на станции Софиевка казачьим отрядом, захватившим военно-санитарный летучий поезд № 514, на котором он с ранеными красноармейцами эвакуировался из Александровска. По сообщению вдовы поэта Оскара Лещинского Лидии Николаевны Мямлевой, он приезжал в Москву из Донецкого бассейна с мандатом на съезд школьных и внешкольных работников и оттуда уехал в Сибирь 13 или 14 января 1921 года с поездом имени Калинина в качестве инструктора. Связанные с И. Л. Эренбургом архивные материалы были переданы его сестрой на хранение в фонд Б. И. Николаевского в Гуверовском институте при Стэнфордском университете.

## Оценки
Мане-Кац в 1919 году писал: «В работах Эренбурга, даже при поверхностном знакомстве с ними, чувствуется, что художник больше понимает, чем умеет, что у него гораздо больше художественной культуры, чем технических познаний».

## Семья
- Сестра — Наталья Лазаревна Эренбург-Маннати, искусствовед и коллекционер русского народного искусства.
  - Племянница — Марина Маннати, французский филолог-библеист, переводчик библейских текстов.
- Двоюродные братья — писатель Илья Григорьевич Эренбург и историк-китаевед Георгий Борисович Эренбург.
- Двоюродная сестра — Мария Александровна Румер (урождённая Гуревич, 1888—1981), советский педагог-методист в области музыкального образования, заведующая отделом музыкального искусства НИИ художественного воспитания АПН СССР, кандидат искусствоведения, жена поэта-переводчика Осипа Борисовича Румера.